# الحكم العسكري في تشيلي (1973-90)

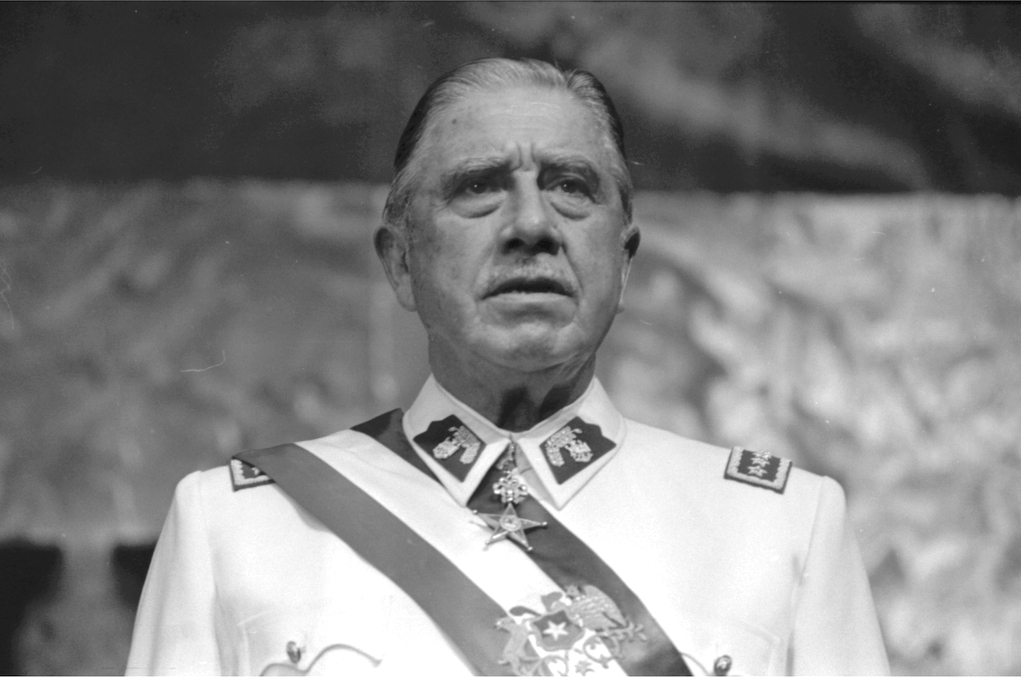
بينوشيه سنة 1986م.

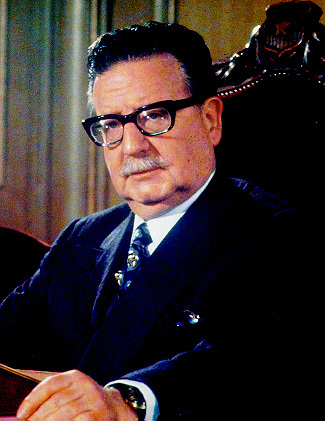
سلفادور أليندي الذي قتل في العاصمة التشيلية سنتياغو.

الحكم العسكري في تشيلي (بالإسبانية: Régimen Militar)‏، ولها مسميات أخرى مثل الديكتاتورية العسكرية في تشيلي (بالإسبانية:dictadura militar de Chile) أو النظام العسكري، هي حدث تاريخي منذ أن أنقلب العسكريون على رئيس الدولة التشيلية المنتخب والمؤيدة للماركسية سلفادور أليندي، حكمت تشيلي تحت حكم العسكر بتاريخ 11 سبتمبر 1973م، وقمعت الحركات المؤيدة للشيوعية على يد الجيش، حيث نتج عن اعتقال الآلاف من المعارضين وقتل عدد كبير منهم، ونقل المعتقلين التشيليين أكثر من 200 ألف خارج حدود دولة تشيلي في المنفى، وفي سنة 1988م رفضت السياسيين والأحزاب استمرار حكم الرئيس التشيلي أوغستو بينوشيه، وتمكن المعارضين السياسيين من نقل الحكم العسكري الديكتاتوري إلى الحكم الديمقراطي سنة 1990م.

## الصعود للسلطة
دار جدال كبير حول مدى تورط الحكومة الأمريكية في زعزعة حكومة أليندي، وتُظهر وثائق رُفعت السرية عنها مؤخراً أدلة على تواصل بين الجيش التشيلي ومسؤولين أمريكيين، ما يشير إلى تورط سري للولايات المتحدة في مساعدة الجيش على الوصول للسلطة، إذ استخدمت بعض الشخصيات الرئيسية في إدارة نيكسون، مثل هنري كيسنجر، وكالة الاستخبارات المركزية لشن حملة كبيرة لزعزعة الاستقرار، وفي عام 2000 كشفت وكالة الاستخبارات المركزية أنه «في الستينيات وأوائل السبعينيات، وكجزء من سياسة الحكومة الأمريكية لمحاولة التأثير على الأحداث في تشيلي، شرعت وكالة المخابرات المركزية بمشاريع سرية محددة في تشيلي... لتشويه سمعة الزعماء السياسيين ذوي الميول الماركسية، ولاسيما الدكتور سلفادور أليندي، ولتقوية وتشجيع خصومهم المدنيين والعسكريين لمنعهم من تولي السلطة،» فعملت وكالة الاستخبارات المركزية مع السياسيين، والعسكريين والصحفيين التشيليين التابعين للتيار اليميني لتقويض الاشتراكية في تشيلي، وكان أحد أسباب ذلك مالياً، نظراً لأن العديد من الشركات الأمريكية كان لديها استثمارات في تشيلي، في الوقت الذي تضمنت سياسات أليندي الاشتراكية تأميم الصناعات الرئيسية في تشيلي، من جهة أخرى شكل الخوف المعمم من انتشار الشيوعية سبباً آخر، باعتباره كان ذا أهمية خاصة في سياق الحرب الباردة، فمنطقياً، خشت الولايات المتحدة الأمريكية أن يشجع أليندي انتشار النفوذ السوفييتي في «فنائها الخلفي»، ولكن، نظراً لحقيقة أن طريق أليندي السلمي كان موجهاً نحو الاشتراكية، وليس الشيوعية، وللمصالح الراسخة لصناعة النحاس الأمريكية في تشيلي، تعلّق السبب المنطقي بالمصالح المالية الأمريكية أكثر، وفي مرحلة مبكرة، كعام 1963، تدخلت الولايت المتحدة بواسطة وكالة الاستخبارات المركزية والشركات الأمريكية متعددة الجنسيات، مثل الآي تي تي (الشركة الدولية للتلفون والتلغراف)، في السياسة التشيلية بتوظيف تكتيكات متنوعة وملايين الدولارات للتدخل في الاتنتخابات، وساعدت في نهاية المطاف في التخطيط للانقلاب ضد أليندي.
في 15 نيسان/أبريل عام 1973، كان قد توقف عمال مخيم التنينتي عن العمل، مطالبين برفع أجورهم، واستغرق الإضراب 76 يوماً وكلف الحكومة خسائر فادحة في الإيرادات، وقُتل أحد المضربين، لويس برافو موراليس، بالرصاص في مدينة رانكاغوا، وفي 29 حزيران/يونيو من العام ذاته، هاجم فوج دبابات بليندادوس 2، بقيادة الكولونيل روبيرتو سوبر، القصر الرئاسي في تشيلي، لا مونيدا، وبتأييد من الميليشيا المناهضة للماركسية المسماة «البلاد والحرية»، أمل جنود الفروسية المدرعون بأن تتشجع وحدات أخرى  على الانضمام إليهم، ولكن عوضاً عن ذلك، أخمدت الوحدات المسلحة بقيادة الجنرالين كارلوس براتس وأوغوستو بينوشيه محاولة الانقلاب بسرعة.
في أواخر تموز/يوليو، عمد 40,000 سائق شاحنة، مدفوعين بالقيود المفروضة على الأسعار وارتفاع التكاليف، إلى إيقاف المواصلات في إضراب استمر 37 يوماً، ما كلّف الحكومة 6 مليون دولار أمريكي في اليوم الواحد، وقبل أسبوعين من الانقلاب، أدى الاستياء العام من غلاء الأسعار ونقص الغذاء إلى احتجاجات، كتلك التي وقعت في بلازا دي لا كونستيتوسيون، والتي فُرّقت بالغاز المسيل للدموع، واشتبك أليندي كذلك مع صحيفة إل ميركوريو الأكثر تداولاً في تشيلي، فأُلقيت تهم بالتهرب الضريبي بالمحصلة على الصحيفة، واعتُقل مديرها، ولم تستطع حكومة أليندي السيطرة على التضخم، والذي ارتفع إلى أكثر من 300% بحلول أيلول/سبتمبر، ما زاد من تقسيم التشيليين حول حكومة أليندي وسياساتها.
لعبت النساء اليمينيات من الطبقتين العليا والمتوسطة دوراً مهماً أيضاً في زعزعة استقرار حكومة أليندي، ونظّمن مجموعتين بارزتين من المعارضة، سُمّيتا «القوة النسائية» و«التضامن، والنظام والحرية»، إذ شعرت النساء اللاتي عارضن أليندي وكأن قيمهن الأساسية حول الأسرة والأمومة كانت مهددة من قبل الماركسية، علاوة على ذلك، دلّت الفوضى الاقتصادية التي كان يشهدها نظام الليندي على وجود صراعات لشراء الطعام وبالتالي الاعتناء بعائلاتهن، أي أن نظام أليندي هدد الجانب الأهم في دور المرأة، واستخدمت هؤلاء النساء العديد من التكتيكات لزعزعة استقرار نظام أليندي، فقد انطلقن في «مسيرة الأواني والمقالي الفارغة» في كانون الأول/ديسمبر عام 1971، وانتقدن أفراد الجيش بكونهم «جبناء» لعدم تخلصهم من أليندي، محاججات أنهم لم يكونوا يؤدون واجبهم في حماية النساء التشيليات.
وفي 22 آب/أغسطس عام 193، أقر مجلس النواب، بغالبية من 81 صوت مقابل 47، قراراً يدعو الرئيس أليندي إلى احترام الدستور، ولكن هذا الإجراء فشل في الحصول على غالبية الثلثين في مجلس الشيوخ والمطلوبة دستورياً لإدانة الرئيس بإساءة استخدام السلطة، ورغم ذلك شكّل القرار تحدياً لشرعية أليندي، وكان الجيش مؤيداً وفياً للدستور، وبالتالي اعتقد أن أليندي قد فقد شرعيته كزعيم تشيلي، ونتيجة لذلك، واستجابةً لمطالبة عامة الشعب على نطاق واسع بالتدخل، بدأ الجيش بالتخطيط لانقلاب عسكري جرى في نهاية المطاف في 11 أيلول/سبتمبر 1973، وعلى عكس الاعتقاد السائد، لم يكن بينوشيه العقل المدبر وراء الانقلاب، في الواقع، كان ضباط البحرية هم أول من قرر أن التدخل العسكري كان ضرورياً لإقالة الرئيس أليندي من السلطة، إذ لم يكن ألوية الجيش متأكدين من ولاء بينوشيه، نظراً لأنه لم يكن قد قدم أي إشارة مسبقة على عدم إخلاصه لأليندي، لذا لم يُعلم عن هذا المخطط حتى مساء الثامن من أيلول/سبتمبر، قبل ثلاثة أيام فقط من حدوث الانقلاب، وفي الحادي عشر من الشهر ذاته، شن الجيش انقلاباً، وحاصرت القوات قصر لا مونيدا، وتوفي أليندي في ذلك اليوم جراء انتحار مشبوه.
عيّن الجيش نفسه في السلطة كمجلس عسكري حكومي، مؤلف من روساء الجيش، والبحرية، والقوات الجوية والشرطة، وبمجرد تولي المجلس للسلطة، سارع اللواء أوغوستو بينوشيه إلى تمكين سيطرته على الحكومة، ونظراً لأنه كان القائد الأعلى للفرع الأقدم في القوت العسكرية، وهو الجيش، عُيّن رئيساً ذا أحقية للمجلس العسكري، ورئيساً لتشيلي بعد ذلك بفترة وجيزة، وفور استيلاء المجلس العسكري على السلطة، اعترفت الولايات المتحدة الأمريكية مباشرةً بالنظام الجديد، وساعدته على تعزيز سلطته.